# Psilogryllacris
Psilogryllacris is een geslacht van rechtvleugeligen uit de familie Gryllacrididae. De wetenschappelijke naam van dit geslacht is voor het eerst geldig gepubliceerd in 1937 door Karny.

## Soorten
Het geslacht Psilogryllacris omvat de volgende soorten:
- Psilogryllacris dalbertisi Griffini, 1909
- Psilogryllacris maculiventris Karny, 1931
- Psilogryllacris omissa Karny, 1937
- Psilogryllacris rugifrons Karny, 1931
- Psilogryllacris tchancha Hugel, 2009